# Rozumowanie indukcyjne
Indukcja (łac. inductio, wprowadzenie) – typ rozumowania redukcyjnego, stanowiący wnioskowanie o prawdziwość danej racji, będącej wynikiem procesu wnioskowania metodą poznania „od szczegółu do ogółu”, wynikający z prawdziwości następstw będących przesłankami. Typy indukcji zależą od sposobu interpretacji, będąc bardziej złożoną konstrukcję względem prostej indukcja enumeracyjnej niezupełnej, stanowiącej rozumowania dedukcyjne. 
Indukcja wyciąga ogólne wnioski na podstawie konkretnych przypadków. To znaczy, jeśli pewne zdarzenia lub przypadki występują zawsze w danym czasie, to można wywnioskować, że istnieje pewne ogólne prawidłowości. Jednak indukcja nie daje pewności, ale jedynie prawdopodobieństwo. Przykład: Wszystkie obserwowane łabędzie są białe, więc wszystkie łabędzie są białe.
W odróżnieniu od rozumowania dedukcyjnego indukcja enumeracyjna niezupełna stanowi rozumowanie zawodne, to znaczy takie, w którym prawdziwość przesłanek nie gwarantuje prawdziwości wniosku. Głównymi postaciami indukcji są indukcja enumeracyjna niezupełna, indukcja enumeracyjna zupełna, indukcja eliminacyjna i indukcja statystyczna – indukcja matematyczna jest natomiast uznawana za specyficzne rozumowanie dedukcyjne.
Głównym problemem filozoficznym związanym z rozumowaniami indukcyjnymi jest to, czy stanowią one rozumowania uzasadniające: skoro konkluzja wnioskowania indukcyjnego nie jest w pełni uzasadniona przez jej przesłanki, pojawia się problem, w jaki sposób, w jakim stopniu i czy w ogóle wnioskowania indukcyjne prowadzą do prawdziwych wniosków. Ci, którzy uznają wnioskowania indukcyjne za wnioskowania uzasadniające (zwolennicy indukcjonizmu), tłumaczą zazwyczaj stopień uzasadnienia konkluzji wnioskowania indukcyjnego za pomocą pojęcia prawdopodobieństwa logicznego. Krytyka indukcjonizmu dokonana przez dedukcjonizm (antyindukcjonizm) opiera się przede wszystkim na fakcie, że nie skonstruowano dotychczas zadowalającej odpowiedzi na pytanie, jak mierzyć to prawdopodobieństwo.
Rozumowania indukcyjne bywają uważane za główne narzędzie nauk empirycznych, przeciwstawianych z tego powodu naukom dedukcyjnym (głównie matematyka i logika), posługujących się rozumowaniami dedukcyjnymi. Metoda stosowana przez nauki empiryczne polegająca na stosowaniu eksperymentów, obserwacji, indukcji enumeracyjnej i indukcji eliminacyjnej nosi miano metody indukcyjnej – współczesna metodologia nauk empirycznych zwraca jednak uwagę na fakt, że nauki empiryczne w szerokim stopniu używają także narzędzi dedukcyjnych, których dostarcza im matematyka. Podział metod naukowych na dedukcyjne i indukcyjne stał się podstawą do wyróżnienia logiki indukcji jako samodzielnej dyscypliny badań logicznych.

## Główne typy rozumowań indukcyjnych

### Indukcja niezupełna
Indukcja niezupełna (indukcja enumeracyjna niezupełna, indukcja przyrodnicza) polega na uznaniu jakiejś ogólnej prawidłowości na podstawie skończonej liczby zdań stwierdzających niektóre wystąpienia tej prawidłowości. Jest to jedno z podstawowych narzędzi nauk doświadczalnych, wymagające oczywiście odpowiedniej metodologii (w tym stosowania rachunku błędów).
Indukcja enumeracyjna niezupełna jest wnioskowaniem w najprostszej postaci (w sytuacji, gdy przesłanki i wniosek to zdania kategoryczne podmiotowo-orzecznikowe, a nie na przykład warunkowe) przebiegającym według schematu:
{\displaystyle {\frac {\begin{matrix}S_{1}{\mbox{ jest }}P,&S_{2}{\mbox{ jest }}P,&S_{3}{\mbox{ jest }}P,&\dots ,&S_{n}{\mbox{ jest }}P\\S_{1}{\mbox{ jest }}S,&S_{2}{\mbox{ jest }}S,&S_{3}{\mbox{ jest }}S,&\dots ,&S_{n}{\mbox{ jest }}S\end{matrix}}{{\mbox{Ka}}{\dot {z}}{\mbox{de }}S{\mbox{ jest }}P}}}
Indukcja enumeracyjna niezupełna wychodzi więc od obserwacji pewnej skończonej liczby przedmiotów, zdarzeń i sytuacji, należącej do jednej skończonej klasy, oznaczonej tu przez S. Za pomocą tej obserwacji stwierdza się, że niektórym przedmiotom należącym do klasy S przysługuje cecha P. Wnioskowanie polega tu na stwierdzeniu, że skoro niektórym przedmiotom należącym do klasy S przysługuje cecha P, to wszystkim przedmiotom należącym do klasy S przysługuje cecha P. Wystarczy jeden kontrprzykład, to znaczy chociaż jeden przedmiot należący do klasy S, któremu cecha P nie przysługuje, by uznać wniosek otrzymany przez indukcję enumeracyjną niezupełną za fałszywy.
Wnioskowania za pomocą indukcji enumeracyjnej niezupełnej rodzą wiele problemów metodologicznych. Przy wnioskowaniu przez indukcję enumeracyjną niezupełną brak nam przesłanki, że wszystkie przedmioty należące do klasy S zostały zbadane pod kątem posiadania cechy P – właśnie to sprawia, że wnioskowania przez indukcję enumeracyjną niezupełną są zawodne. Nie znając wszystkich przedmiotów klasy S nie możemy bowiem wykluczyć, że wśród tych nieznanych istnieją takie, które cechy P nie posiadają – a gdyby istniał chociaż jeden przedmiot klasy S nie posiadający cechy P, całe wnioskowanie musiałby zostać odrzucone. Tak np. obserwując pewną liczbę grudek soli stwierdzamy, że każda z nich rozpuszcza się w wodzie – nie odnaleziono dotąd kontrprzykładu dla wniosku tej indukcji enumeracyjnej, przyjmujemy więc wniosek, że wszystkie grudki soli rozpuszczają się w wodzie. Obserwując pewną liczbę grudek metalu stwierdziliśmy, że rozszerzały się pod wpływem ciepła, przyjęliśmy więc wniosek, że wszystkie grudki metalu rozszerzają się pod wpływem ciepła – wiedząc jednak, że w pewnych warunkach grudki żeliwa kurczą się pod wpływem ciepła, musimy odrzucić wniosek, że wszystkie grudki metalu rozszerzają się pod wpływem ciepła.
Współczesna logika indukcji próbuje oprzeć je na teorii prawdopodobieństwa, w praktyce naukowej, a tym bardziej w rozumowaniach indukcyjnych dokonywanych potocznie, głównym czynnikiem odróżniania wartościowych i bezwartościowych wnioskowań dokonywanych za pomocą indukcji enumeracyjnej niezupełnej pozostaje zdrowy rozsądek – podstawowe aspekty zdroworozsądkowej oceny poprawności rozumowań redukcyjnych, do których należy zwłaszcza potrzeba zachowania właściwej proporcji między subiektywnym poczuciem stopnia pewności przesłanek a stopnia pewności wniosku, omawia rozdział Ocena poprawności rozumowań artykułu Rozumowanie.

### Indukcja zupełna
Indukcja zupełna (indukcja enumeracyjna zupełna, indukcja wyczerpująca) to wnioskowanie, w którym jakąś ogólną prawidłowość uznaje się na podstawie zdań stwierdzających wszystkie możliwe przypadki wystąpienia tej prawidłowości. Od indukcji enumeracyjnej niezupełnej różni się tym, że indukcja enumeracyjna niezupełna stwierdza występowanie jakiejś ogólnej prawidłowości na podstawie tylko niektórych, a nie wszystkich możliwych jej wystąpień. Indukcja zupełna jest w istocie rozumowaniem dedukcyjnym i niezawodnym – wprawdzie przesłanki w niej wynikają logicznie z wniosku, ale o jej dedukcyjności stanowi to, że zarazem wniosek wynika w niej logicznie z przesłanek. Przykładem rozumowania przez indukcję zupełną może być stwierdzenie przez nauczyciela obecności wszystkich uczniów przez stwierdzenie przy wyczytywaniu listy obecności, że obecny jest każdy poszczególny uczeń. W praktyce naukowej zastosowania indukcji zupełnej są bardzo ograniczone, istnieje bowiem wiele sytuacji, w których liczba możliwych wystąpień danej sytuacji jest niezmiernie duża lub wręcz nieskończona.
Najprostszy schemat wnioskowania przy użyciu indukcji zupełnej (w sytuacji, gdy wniosek i przesłanki są zdaniami kategorycznymi podmiotowo orzecznikowymi, nie np. okresami warunkowymi) przedstawia się następująco:
{\displaystyle {\frac {\begin{matrix}&S_{1}{\mbox{ jest }}P,&S_{2}{\mbox{ jest }}P,&S_{3}{\mbox{ jest }}P,&\dots ,&S_{n}{\mbox{ jest }}P\\&S_{1}{\mbox{ jest }}S,&S_{2}{\mbox{ jest }}S,&S_{3}{\mbox{ jest }}S,&\dots ,&S_{n}{\mbox{ jest }}S\\{\mbox{Ka}}{\dot {z}}{\mbox{de }}&S{\mbox{ jest }}S_{1},&{\mbox{lub }}S_{2},&{\mbox{lub }}S_{3},&\dots ,&{\mbox{lub }}S_{n}\end{matrix}}{{\mbox{Ka}}{\dot {z}}{\mbox{de }}S{\mbox{ jest }}P}}\dots }

### Indukcja eliminacyjna

#### Indukcja eliminacyjna Francisa Bacona
Indukcja eliminacyjna sprowadza się do sformułowania wyczerpującej listy hipotez na dany temat, które wzajemnie się wykluczają, a następnie dokonanie eliminacji z użyciem narzędzia jakim jest eksperyment. Zakłada się, że jeśli lista hipotez jest wyczerpująca to musi się wśród nich znajdować także hipoteza prawdziwa. F. Bacon sformułował zasadę ograniczonej różnorodności świata, która zakłada, że dany temat można sformułować wyczerpująco i przedstawić skończoną listę.

#### Indukcja eliminacyjna Johna Stuarta Milla
Pierwszą próbą udoskonalenia indukcji enumeracyjnej niezupełnej była indukcja eliminacyjna Francisa Bacona, w doskonalszej postaci przedstawił indukcję eliminacyjną John Stuart Mill. Indukcja eliminacyjna Milla stanowi metodę poszukiwania związków przyczynowych między zjawiskami, a więc albo przyczyn pewnego zjawiska, albo skutków innego. Punktem wyjścia poszukiwania związku przyczynowego jest zgromadzenie możliwych przyczyn {\displaystyle A_{1},A_{2},A_{3},\dots ,A_{n}} danego zjawiska (okoliczności, w których zjawisko to zachodzi) lub analogicznie prawdopodobnych skutków danego zjawiska {\displaystyle B_{1},B_{2},B_{3},\dots ,B_{n}.} By wyodrębnić spośród przyczyn {\displaystyle A_{1}-A_{n}} rzeczywistą przyczynę zjawiska lub spośród skutków {\displaystyle B_{1}-B_{n}} rzeczywisty skutek zjawiska, Mill zbudował 5 schematów wnioskowań: kanon jedynej zgodności, kanon jedynej różnicy, kanon zmian współtowarzyszących, kanon połączonej metody zgodności i kanon różnicy reszt.
Według kanonu jedynej zgodności przyczyną lub skutkiem danego zjawiska jest ta okoliczność, która zjawisku temu stale towarzyszy, podczas gdy pozostałe ulegają zmianie. Kanon umożliwia odnalezienie tego zjawiska, które jest konieczne dla zajścia pewnego innego zjawiska – przez przyczynę rozumie się tu warunek konieczny. Kanon jedynej zgodności nie stanowi metody odnalezienia warunku wystarczającego. Kanon ten (przy założeniu, że wyodrębniliśmy tylko trzy przyczyny lub skutki danego zjawiska) przybiera postać wnioskowania:
{\displaystyle {\frac {\begin{alignedat}{0}{\mbox{W sytuacji}}&{\mbox{I}}&{\mbox{zachodzi }}B,&{\mbox{zachodzi }}A_{1},&{\mbox{zachodzi }}A_{2}&{\mbox{i nie zachodzi }}A_{3}\\{\mbox{W sytuacji}}&{\mbox{II}}&{\mbox{zachodzi }}B,&{\mbox{zachodzi }}A_{1},&{\mbox{nie zachodzi }}A_{2}&{\mbox{i zachodzi }}A_{3}\\{\mbox{W sytuacji}}&{\mbox{III}}&{\mbox{zachodzi }}B,&{\mbox{zachodzi }}A_{1},&{\mbox{nie zachodzi }}A_{2}&{\mbox{i nie zachodzi }}A_{3}\\{\mbox{W sytuacji}}&{\mbox{IV}}&{\mbox{zachodzi }}B,&{\mbox{zachodzi }}A_{1},&{\mbox{zachodzi }}A_{2}&{\mbox{i zachodzi }}A_{3}\\\end{alignedat}}{{\mbox{Przyczyną}}\ B{\mbox{ jest }}A_{1}}}}

## Z dziejów problematyki indukcji
Starożytna i średniowieczna koncepcja nauki nie stanowiła nigdy w pełni wypracowanej i uporządkowanej teorii, a za warunek naukowości uznawała zgodność z pewnymi przyjmowanymi z góry założeniami – pojawiające się (np. u Rogera Bacona) zalążki metody eksperymentalnej miały charakter prekursorski. Warunki do szerszego zastosowania i lepszego sformułowania myśli średniowiecznych prekursorów metody indukcyjnej pojawiły się u progu czasów nowożytnych. Najbardziej znaczącym teoretykiem indukcji wczesnej nowożytności jest Francis Bacon, którego dzieło Novum organum (1620) już samym tytułem przeciwstawia się Organonowi Arystotelesa, tj. korpusowi arystotelesowskich pism logicznych stanowiącemu kanon starożytno-średniowiecznego pojmowania nauki jako opartej na dedukcji. Bacon przeciwstawia się także (wyrażonej zwłaszcza w Analitykach pierwszych) indukcji sformułowanej przez Arystotelesa, która była prostą indukcją enumeracyjną – uznając ją za dziecinną i poznawczo niemal bezwartościową, przeciwstawia jej pierwotną postać indukcji eliminacyjnej, opisaną szerszej w rozdziale Indukcja eliminacyjna Francisa Bacona.
Zasadniczy zwrot w dziejach filozoficznych rozważań nad indukcją stanowiły Badania dotyczące rozumu ludzkiego Davida Hume’a (1748). Dzieło to stało się początkiem problemu indukcji – w ujęciu Hume’a stanowi on alternatywę głoszącą, że albo wiedza jest pewna i dotyczy idei (konstruktów umysłu, np. przedmiotów matematycznych), albo jest niepewna i dotyczy faktów. Współcześnie pogląd, że wiedza o faktach świata materialnego nie jest pewna jest przyjęty powszechnie, w czasach Hume’a stanowił jednak szokujący paradoks, głównie ze względu na rozwój fizyki newtonowskiej. Sam Hume nie odnosi się w swoim ujęciu problemu do pojęcia indukcji, ale do pojęcia przyczynowości – według Hume’a nie ma żadnej logicznej konieczności, by to, co zdarzało się w przeszłości, zdarzyło się również później – teza, że słońce wzejdzie jutro o ile opiera się wyłącznie na obserwacji, że wschodziło do tej pory wielokrotnie, oparta jest jedynie na przyzwyczajeniu, skoro zaś nie jest konieczne, by przyczyny wywoływały skutki, nie istnieje też żaden obiektywny związek przyczynowo-skutkowy.
Drugim ważnym filozofem w dziejach rozwoju logiki indukcji był John Stuart Mill, który w odróżnieniu od Francisa Bacona nie przekreślał znaczenia dedukcji dla metody naukowej i w Systemie logiki dedukcyjnej i indukcyjnej (1843) podał lepszą niż baconowską metodę wnioskowania indukcyjnego, ulepszoną indukcję eliminacyjną opartą na kanonach Milla – przy pewnych interpretacjach indukcja eliminacyjna Milla stanowi jednak formę dedukcji. Rozumiana jako rozumowanie indukcyjne indukcja eliminacyjna nie jest objęta zastrzeżeniami Hume’a i nie potrzebuje budowy odrębnej od dedukcyjnej logiki indukcji – ani Bacon, ani Mill nie byli jednak świadomi jej innego niż indukcji enumeracyjnej niezupełnej statusu.
W wieku XX problem indukcji w sformułowaniu Hume’a i Immanuela Kanta stracił ważność – nie uległ jednak zanikowi, ale raczej przekształceniu. Logika indukcji jako samodzielna dyscyplina badań logicznych nie odpowiada na dawne pytanie, co usprawiedliwia pewność twierdzeń uzyskanych za pomocą wnioskowań indukcyjnych, ale na pytanie, co usprawiedliwia przyjęcie prawdopodobieństwa twierdzeń uzyskanych za pomocą wnioskowań indukcyjnych i to, że uznajemy je za lepsze niż sformułowane już dawniej rozwiązania tego samego problemu. Tak rozumiana logika indukcji, tj. teorie indukcji oparte na matematycznym aparacie prawdopodobieństwa i powiązane z pewnymi ideami filozoficznymi formułowali przede wszystkim neopozytywiści, zwłaszcza Rudolf Carnap.